# Druckluftstrassenbahn Bern
| Bärenplatz mit Drucklufttram |                     |              |              |
| Strecke, 1890 |                     |              |              |
| Streckenlänge: | 2,927 km            |              |              |
| Spurweite: | 1000 mm (Meterspur) |              |              |
| Maximale Neigung: | 52 ‰                |              |              |
| Minimaler Radius: | 30 m                |              |              |
| |                     |              |              |
| Bärengraben–Bahnhof–Friedhof |                     |              |              |
| \| \| -0.143 \| Depot \| Depot \| \| \| 0.000 \| Bärengraben \| Bärengraben \| \| \| \| Nydeggbrücke \| \| \| \| 1.494 \| Bahnhof \| Bahnhof \| \| \| 2.927 \| Friedhof \| Friedhof \| |                     |              |              |
| Betriebs-/Güterbahnhof Streckenanfang (Strecke außer Betrieb) | -0.143              | Depot        | Depot        |
| Bahnhof (Strecke außer Betrieb) | 0.000               | Bärengraben  | Bärengraben  |
| Brücke (Strecke außer Betrieb) |                     | Nydeggbrücke | Nydeggbrücke |
| Bahnhof (Strecke außer Betrieb) | 1.494               | Bahnhof      | Bahnhof      |
| Kopfbahnhof Streckenende (Strecke außer Betrieb) | 2.927               | Friedhof     | Friedhof     |

Die Druckluftstrassenbahn Bern, auch als Lufttram bezeichnet, war eine von der Berner Tramway-Gesellschaft (BT) mit Drucklufttriebwagen nach dem System Mékarski betriebene Strassenbahn in der Schweizer Bundesstadt Bern. Sie verkehrte von 1890 bis 1902 und wurde danach von einer elektrischen Strassenbahn abgelöst.

## Geschichte
Bereits 1882 bemühte sich die Bern-Land-Company um eine Strassenbahnkonzession in Bern. Die Konzession verfiel aber, weil die Gesellschaft keinen Vertrag über die Benutzung der Strassen und Plätze der Stadt vorweisen konnte. Die Berner-Tramway-Gesellschaft erhielt die Konzession für den Bau der Strecke Bärengraben–Bahnhof–Friedhof am 19. Juli 1889, dies allerdings erst, nachdem sie sich verpflichtet hatte, die Strassenbahn mit Drucklufttriebwagen zu betreiben. Andere Systeme wurden ausgeschlossen. Die Steigungen waren zu gross für eine Pferdestrassenbahn, eine Dampfstrassenbahn war unerwünscht wegen der Belästigung durch Rauch. Nach Möglichkeit sollte die Wasserkraft der Aare für die Strassenbahn genutzt werden. Eine Kabelstrassenbahn wäre aber zu teuer gewesen; eine übliche Strassenbahn mit elektrischer Oberleitung war unerwünscht wegen der Verunstaltung des Stadtbildes, und die Technik für den Betrieb mit Akkumulatortriebwagen war noch nicht genügend ausgereift.
Die Bauausführung der Strassenbahn wurde an Gaston Anselmier für einen festen Betrag von 410 000 SFr. übergeben. In diesem Betrag war auch die Lieferung der Fahrzeuge enthalten, die mit dem vom französischen Ingenieur Louis Mékarski entwickelten Druckluftantrieb auszurüsten waren.

## Strecke
Die 2,927 km lange Strecke führte vom Bärengraben durch die Altstadt von Bern zum Bahnhof, von da folgte sie der Laupenstrasse und zweigte beim Inselplatz in die Murtenstrasse ab. Der Endpunkt lag beim Bremgartenfriedhof. Die Strecke war einspurig angelegt, es gab jedoch acht Ausweichstellen. An den Endpunkten der Strecke befanden sich Drehscheiben mit drei Metern Durchmesser, weil die Drucklufttriebwagen nur in eine Fahrtrichtung verkehren konnten.

## Gebäude
Beim Friedhof, beim Inselspital und beim Bärengraben wurden hölzerne Wartehallen errichtet. Beim Bärengraben wurde ein Depot und Verwaltungsgebäude mit Werkstätte und Dienstwohnung für den Depotchef erbaut. Das Depot hatte vier Gleise: zwei Gleise dienten dem Laden der Triebwagen mit Druckluft, das dritte diente nur als Abstellgleis, und das vierte wurde für Reparaturen an den Triebwagen genutzt. Im Depot gab es auch eine Schiebebühne.
Die Kompressoren für die Luftversorgung der Triebwagen waren in einem Gebäude an der Aare 60 Meter vom Kraftwerk Matte entfernt aufgestellt. Die vier zweistufigen Kompressoren wurden vom Kraftwerk mit einer Seiltransmission angetrieben und erzeugten Druckluft mit einem Druck von 32 atm. Nach dem Verdichten wurde die Luft durch zwei Lufttrockner geleitet, in denen das Wasser durch mehrmaliges Umlenken des Luftstroms abgeschieden wurde.
Zwei 670 Meter lange Druckluftleitungen führten vom Kompressorhaus zum Depot der Strassenbahn, wo die Triebwagen gefüllt werden konnten. Die zweite Leitung wurde erstellt, weil Mékarski den in der ersten Leitung verwendeten Gummidichtungen nicht traute und deshalb die zweite Leitung mit Bleidichtungen versah.
Das Depot am Grossen Muristalden 6 ⊙ ist erhalten geblieben. Es wurde ab 1941, als die mittlerweile elektrifizierte Tramlinie zum Bärengraben stillgelegt wurde, als Autogarage umgenutzt und später als Depot des Stadttheaters Bern verwendet. Seit 1998 ist darin das Restaurant Altes Tramdepot untergebracht. Das Gebäude gehört zusammen mit einem Wartehäuschen (Grosser Muristalden 1A ⊙) zu den schützenswerten Bauten des Bauinventars der Stadt Bern, die an das Lufttram erinnern sollen.

## Fahrzeuge
Für den Betrieb der Strecke wurden zehn Druckluft-Triebwagen beschafft, die Automobile genannt wurden. Sie wurden unter der Leitung von Mékarski, dem Entwickler der Technik für den Druckluftantrieb, von einer Arbeitsgemeinschaft gebaut. Ihr gehörten die Société des Moteurs à Air Comprimé von Mékarski mit Firmensitz in Paris, die von Ludwig und Schopfer geführte Maschinenfabrik Bern und die Maschinenfabrik P. Blanchod & Cie., ein Vorgänger der Ateliers de constructions mécaniques de Vevey, in Vevey an. Ursprünglich war ein Anhängerbetrieb während der Spitzenzeiten vorgesehen, der aber von der Aufsichtsbehörde abgelehnt wurde.
Die Triebwagen konnten nur in eine Richtung verkehren und wurden deshalb am Ende der Strecke auf einer Drehscheibe gewendet. Unter dem Wagenboden befand sich der Luftvorrat in zehn zylindrischen Druckbehältern mit einem Gesamtvolumen von 1820 Litern. Nach den ersten Versuchen erwies sich das mitgeführte Luftvolumen als zu klein, sodass im Wageninneren unter den Bänken zwei zusätzliche Tanks mit je 150 Liter Inhalt angebracht wurden. Der Antrieb erfolgte über eine Zweizylinder-Kolbenmaschine auf die erste Achse, die zweite Achse wurde über Kuppelstangen angetrieben. Das Triebwerk war vollständig verkleidet und nur über seitliche Wartungsklappen zugänglich.
Damit durch die beim Entspannen der Druckluft entstehende Verdunstungskälte kein Eis in der Kolbenmaschine entstehen konnte, wurde heisses Wasser zum Aufheizen der Luft verwendet. Das Wasser wurde in einem senkrechten vor dem Wagenführer stehenden 100-Liter-Tank mitgeführt und wurde während des Wartungshaltes im Depot zum Laden der Lufttanks mit Dampf erhitzt. Die zu den Zylindern der Kolbendampfmaschine strömende Luft durchfloss den Tank von unten nach oben. Am oberen Ende des Tanks war das Druckregelventil, das der Wagenführer bediente. Das Fahrzeug hatte zwei Bremszylinder, die ebenfalls mit dem Druckluftvorrat des Wagens betrieben wurden.
Der Wagenkasten war eine verblechte Holzkonstruktion mit Schiebetüren und versenkbaren Fenstern. Im Innern waren zwei Längsbänke für je acht Personen angeordnet, die hintere Plattform war für zwölf Stehplätze ausgelegt. Die Wagen waren mit einer Luftbremse ausgerüstet. Aussen sorgten Petroleumlampen für die Beleuchtung des Gleises und dienten gleichzeitig als Signallicht. Für die Innenraumbeleuchtung wurden ebenfalls Petroleumlampen verwendet, die in den Stirnwänden angebracht waren. Eine Warmwasserheizung mit Radiatoren unter den Längsbänken sollte in der kalten Jahreszeit den Innenraum heizen. Das Wasser sollte mit einem mit Koks befeuerten Ofen im Führerstandsboden erwärmt werden.

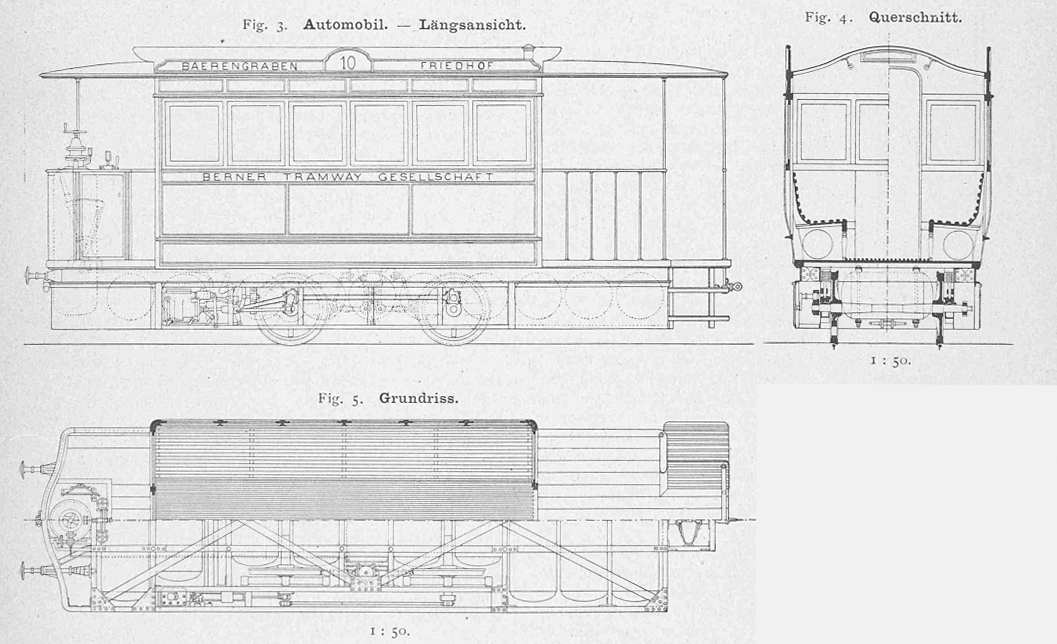
Zeichnung
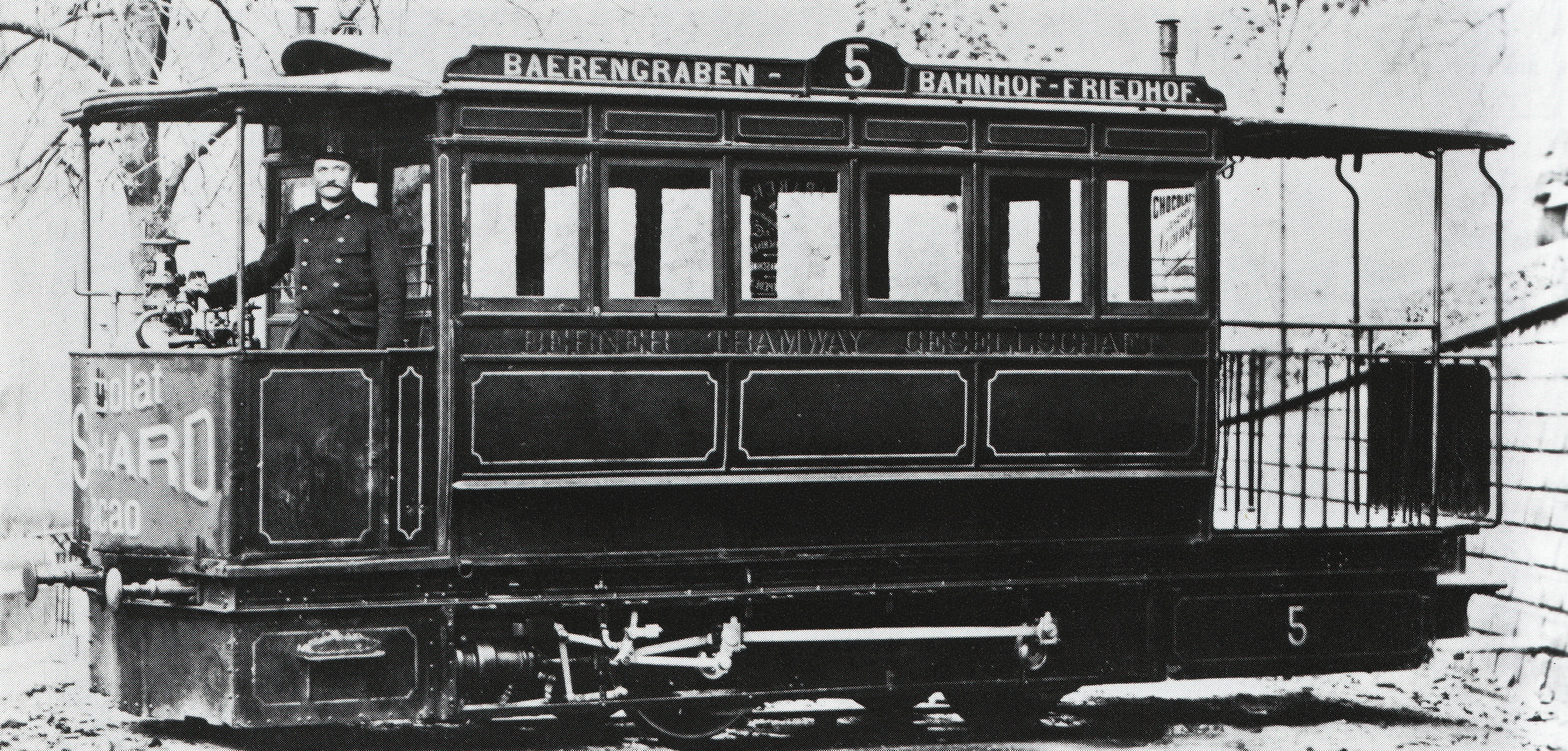
Triebwagen Nr. 5 mit entfernter Triebwerksverkleidung

## Betrieb
Die ersten Versuchsfahrten wurden am 31. Mai 1890 durchgeführt. Es stellte sich heraus, dass der Luftvorrat ungenügend war, sodass die Triebwagen nach einer Fahrt vom Bärengraben zum Friedhof und zurück die Einfahrt ins Depot nicht mehr schafften. Um diesem Mangel abzuhelfen, wurde das Luftvolumen auf den Triebwagen durch zusätzliche Tanks vergrössert und die Kurve bei der Einfahrt von 25-m-Radius auf 30-m-Radius umgebaut, sodass sie leichter zu befahren war.
Der reguläre Betrieb wurde am 1. Oktober 1890 aufgenommen. Eine Fahrt vom Bärengraben zum Friedhof dauerte 20 Minuten. Tagsüber verkehrten die Triebwagen im Zehn-Minuten-Takt, ab 20 Uhr nur noch alle zwanzig Minuten. Betriebszeit war von 06:30 bis 22:50 Uhr. Neben den sieben bezeichneten Haltestellen hielten die Wagen auf Verlangen der Reisenden auch an anderen Orten an. Die Wagen verkehrten mit einem Wagenführer und einem Kondukteur auf der hinteren Plattform, der als Billeteur bezeichnet wurde. Für den Betrieb der Strassenbahn wurden sieben Triebwagen benötigt: fünf waren unterwegs, zwei waren in der Ladestation im Depot. Der eigentliche Ladevorgang dauerte nur acht Minuten, aber der ganze Vorgang mit dem Anschliessen und Abhängen der Leitungen und dem Abdrehen des Fahrzeugs dauerte 20 Minuten. Die Geschwindigkeit in den Strassen war auf 12 km/h in der Altstadt und 15 km/h in den weniger belebten Aussenquartieren festgelegt. Auf Verlangen der Aufsichtsbehörde mussten Tachometer des Systems Hipp angebracht werden.
Das Lufttram stand zehn Jahre in Betrieb. Bei tiefem Wasserstand in der Aare kam es zu Problemen, weil die Kompressoren zu wenig Luft für den Betrieb der Strassenbahn schöpfen konnten. Im Winter froren manchmal die Luftleitungen vom Kompressorhaus zum Depot ein, sodass der Betrieb eingestellt werden musste. Manchmal blieben Strassenbahnen stecken, weil die Wagenführer zu wenig haushälterisch mit dem Luftvorrat umgegangen waren.